# 锡拉吉
锡拉吉（匈牙利語：Szilágy）是匈牙利巴兰尼亚州所辖的一个村。总面积11.55平方公里，总人口304，人口密度26.3人/平方公里（2011年1月1日）。